# Говард, Элизабет Джейн
Элизабет Джейн Говард (англ. Elizabeth Jane Howard; 26 марта 1923 — 2 января 2014) — английская писательница, актриса и модель.

## Биография
Родилась 26 марта 1923 года в графстве Суффолк, Восточная Англия. В молодости была актрисой, а в годы войны работала на Би-би-си. Писать она начала уже в 1950-е годы.
В 1951 году получила свою первую литературную премию за роман Красивый визит (англ. The Beautiful Visit), опубликованный в 1950 году. Элизабет написала ещё шесть романов, до того, как начала свой самый известный труд «Хроника семьи Казалет» (сага о жизни одной семьи в военное время в Англии). Первые четыре романа были опубликованы с 1990 по 1995 год. Пятая книга серии «Всё меняется» вышла в свет осенью 2013 года. Романы были экранизированы и легли в основу радиоспектаклей BBC.
В 1989 году она написала сценарий для фильма «Всё как надо» режиссёра Рэндала Клайзера.
Также Говард была автором сборника рассказов Мистер Вред (англ. Mr. Wrong), кино- и телесценариев, редактором трех антологий (The Lover’s Companion (1978), Green Shades (1991) и Marriage: An Anthology (1997)). В 2002 г. выпустила автобиографию «Slipstream».
В 2000 была награждена орденом Британской империи. Книги Элизабет Джейн Говард переведены на многие языки и разошлись миллионными тиражами.
В последние годы Элизабет Говард жила в Банги, Суффолк, и не переставала работать, утверждая, что это единственное, что заставляет её «каждое утро просыпаться и вставать с кровати». Она умерла в возрасте 90 лет после непродолжительной болезни у себя дома 2 января 2014 года.

## Личная жизнь
Элизабет Говард в молодости была знаменита своей красотой, трижды была замужем. Первый раз — за сэром Питером Скоттом, сыном известного полярного исследователя Роберта Скотта, у них родилась дочь Никола (род. 1943), развелись в 1951 году. Позже Питер Скотт стал одним из основателей Всемирного Фонда дикой природы.
После развода она работала по совместительству секретарём природоохранной организации, где встретилась с Робертом Эйкманом, с которым сотрудничала в работе над сборником рассказов В темноте (англ. We Are for the Dark). Её второй брак с Джимом Дуглас-Генри, заключённый в 1958 году, был краток. Последний раз вышла замуж за писателя Кингсли Эмиса, развелись в 1983 году. Как считается, именно Говард сподвигла своего пасынка, Мартина, начать карьеру писателя.